# Acacia sophora
Acacia sophora é uma espécie de leguminosa do gênero Acacia, pertencente à família Fabaceae.